# Fièvre des tranchées
 Mise en garde médicale
La fièvre des tranchées, également appelée fièvre quintane, fièvre de Volhynie, fièvre de la Meuse... est une maladie infectieuse causée par la bactérie Bartonella quintana transmise par les Pediculus humanus humanus (ou pou de corps).
Signalée au cours des deux guerres mondiales, la fièvre des tranchées reste présente au XXIe siècle chez les personnes sans domicile fixe et les personnes immunodéprimées.

## Histoire
La maladie est distinguée en 1915 par des médecins militaires français et anglais chez les soldats de la Première Guerre mondiale, soumis à de mauvaises conditions d'hygiène dans les tranchées. Les Britanniques stationnés dans le Nord de la France lui donnent le nom de trench fever, adopté finalement en français sous le nom de « fièvre des tranchées ».
Au cours de cette guerre, la fièvre des tranchées frappe au moins un million d'hommes parmi l'ensemble des combattants. Cette fièvre est peu mortelle mais elle est souvent invalidante et de longue durée, jusqu'à 6 semaines. 
Elle s'observe sur les fronts français, de Salonique, de Mésopotamie et d'Italie, ainsi que sur le front russe, d'où les multiples dénominations de fièvre de la Meuse, fièvre de Pologne, fièvre de Volhynie, fièvre russe intermittente, maladie de His-Werner (pour Wilhem His et Heinrich Werner (de)).
En 1918, deux commissions d'études, l'une britannique et l'autre de la croix rouge américaine, élucident l'origine et la transmission de la maladie. L'agent est d'abord envisagé comme un « virus filtrant », puis comme une Rickettsia, transmis par le pou de corps, non pas par piqûre, mais par les fèces du pou qui souillent les doigts (lors du grattage ou de l'écrasement du pou). À cette époque, l'agent causal n'a pas été identifié avec certitude dans tous les cas. Il sera nommé plus tard Rickettsia quintana,.
Après la guerre, la maladie paraît entrer en sommeil, mais elle réapparait sur le front de l'Est de la deuxième guerre mondiale. Par la suite, la maladie parait de nouveau en extinction. En 1961, la bactérie est placée dans un autre genre et renommée Rochalimæa quintana. 
Vers la fin du XXe siècle, la fièvre des tranchées réapparait. En 1990, elle est classée parmi les principales maladies réémergentes, infectant les personnes vivant en conditions d'hygiène dégradées. 
En 1993, les genres Rochalimæa et Bartonella sont unifiés et la bactérie est reclassifiée en Bartonella quintana.

## Agent causal et pathogénie
B. quintana est un petit bacille intracellulaire facultatif. Il parasite les érythrocytes de l'homme ou de l'animal lors de bactériémie asymptomatique. Il s'observe aussi dans les érythroblastes de la moelle osseuse. Il est doté d'un tropisme particulier pour l'endothélium vasculaire, surtout chez les personnes immunodéprimées (VIH, greffés d'organe...),. 
B. quintana se multiplie dans l'intestin de son vecteur habituel, le pou de corps Pediculus humanus humanus. il survit très bien dans les déjections du pou, jusqu'à plus d'un an. 
Classiquement, l'Homme était considéré comme le seul réservoir de B. quintana, mais de nouveaux hôtes ont été découverts : chat, rat et singe. La puce peut être un vecteur secondaire, puce du chat Ctenocephalides felis ou puce de l'homme Pulex irritans,. 

## Paléopathologie
Bartonella quintana a été identifiée dans la pulpe dentaire de squelettes, datés de 4 000 ans, sur des sites archéologiques du chalcolithique du sud-est de la France (Roaix et Peyraoutes). D'autres découvertes identiques ont été faites sur plusieurs sites médiévaux datés du XIe au XVe siècle. 
En 2001, une fosse commune de la Grande Armée est découverte à Vilnius en Lituanie. Une étude publiée en 2006 a permis d'identifier B. quintana chez des soldats et dans des fragments de poux, ce qui confirmerait l'importance des maladies transmises par les poux lors de la retraite de Russie,.

## Épidémiologie

Une tranchée britannique près de la route Albert-Bapaume à Ovillers-la-Boisselle, durant la bataille de la Somme, en juillet 1916. Les hommes photographiés appartiennent au 11e bataillon du régiment du Cheshire. Cette tranchée a probablement subi la fièvre des tranchées.

La résurgence de la maladie est associée au déclin des conditions sociales et hygiéniques provoquées par les guerres civiles et les crises économiques, surtout en saison froide. La fièvre des tranchées est signalée en 1997 dans des camps de réfugiés de haute altitude lors de la guerre civile du Burundi. 
Au Sénégal et en Éthiopie, la présence d'ADN de B. quintana a été détectée dans des poux de tête, ce qui ne semble survenir que dans des conditions très particulières (conditions sociales très dégradées). 
La fièvre des tranchées est retrouvée en pays développé dans la population des sans-abri, alcooliques chroniques exposés aux poux ou aux puces. Par exemple, à Marseille, une étude menée de 2000 à 2003, sur 930 personnes sans domicile fixe, non hospitalisées, a montré que 5 à 6% d'entre elles étaient porteuses de B. quintana (bactériémie asymptomatique),. 

## Clinique
La période d'incubation est de 14 à 30 jours. 

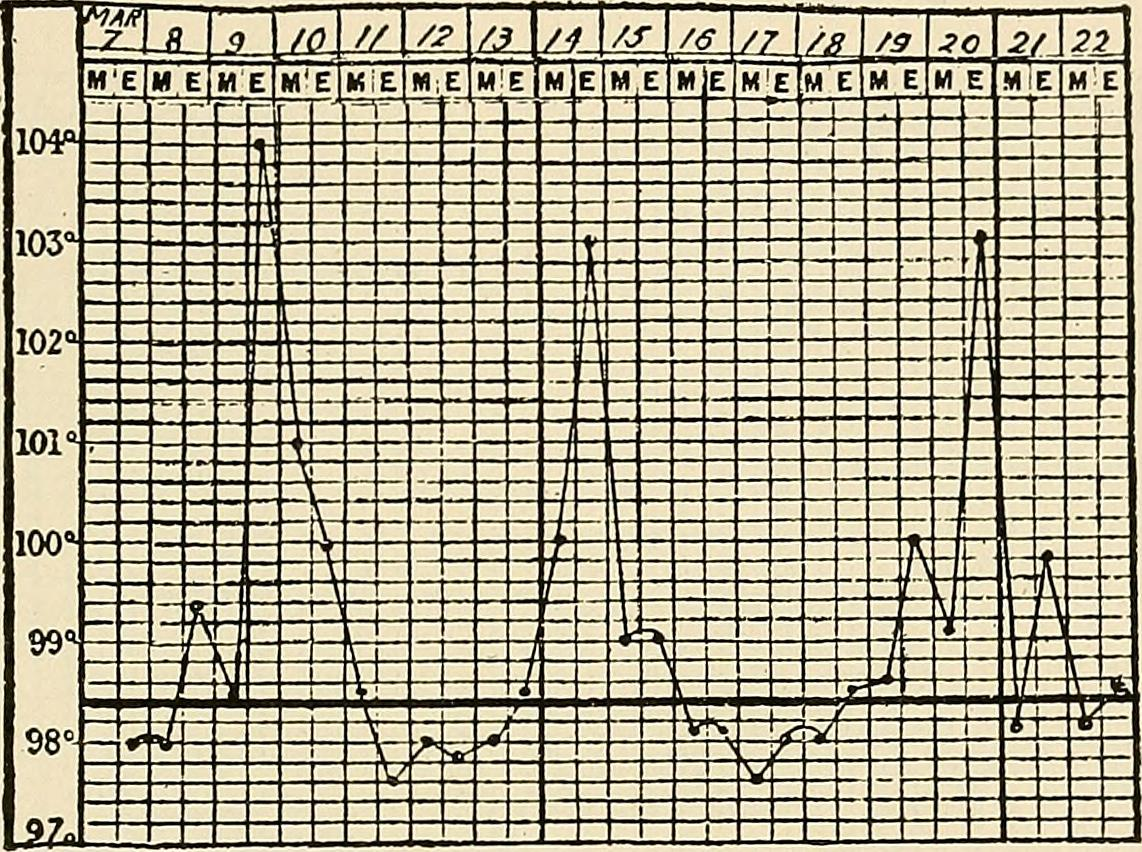
Courbe de température en degré Fahrenheit d'une fièvre des tranchées, montrant 3 accès fébriles espacés de 5 jours, mars 1917.

Le début est brutal, se manifestant comme un syndrome grippal avec vertiges et céphalées frontales. Le malade présente des douleurs prétibiales caractéristiques, d'allure osseuse des genoux et des jambes (d'où les noms anglais de shin fever ou shank fever, fièvre des tibias ou des mollets), exacerbées la nuit, empêchant tout sommeil,.
Les auteurs historiques notaient aussi vers le 3e jour de la fièvre un érythème sur le tronc disparaissant en 24 heures.
La fièvre peut durer de quelques jours jusqu'à 6 semaines. Près de la moitié des malades peuvent présenter des rechutes, avec des accalmies de 3 à 5 jours, d'où les noms de fièvre quintane ou de fièvre russe intermittente.
Bartonella quintana peut rester présent dans le sang (bactériémie persistante sans symptômes) jusqu'à plusieurs années. Il donne alors des complications chroniques telles qu'une endocardite, ou similaires à celles de Bartonella henselae chez les immunodéprimés, comme une angiomatose bacillaire cutanée, du foie ou de la rate.

## Diagnostic
Le diagnostic est principalement clinique dans un contexte épidémiologique, associé éventuellement à des tests sérologiques et une hémoculture.  
Quand une endocardite est suspectée, et selon la disponibilité, des tests immunohistochimiques et la PCR pourraient être réalisées sur la valve cardiaque, de même lors d'une suspicion d'angiomatose bacillaire à partir de biopsie de peau. 

## Traitement
L'antibiothérapie consiste à associer gentamicine et doxycycline pendant 4 semaines.
La prévention secondaire repose sur l'hygiène corporelle et le lavage à +60°C des vêtements et leur changement régulier. 